# Casa de Queiroz
A Casa de Queiroz é uma família aristocrática e nobre de Portugal e Espanha. Fundada pelo Príncipe Constantino em 846 nas Astúrias do século IX, Espanha. A família Queiroz tem origem francesa e asturiana e é uma das dinastias mais importantes da história da Península Ibérica. A casa é também uma das 72 casas da alta nobreza portuguesa, expostas no Palácio de Sintra, na Sala de Sintra. A sala foi criada pelo Rei Dom Manuel I para organizar os brasões das famílias mais importantes da nobreza portuguesa.

## História
Fundada pelo Príncipe Constantino, filho do Imperador de Constantinopla. O Príncipe fixou sua residência no Solar de Queirós (ou Quirós), nas Astúrias. O príncipe ajudou o Papa Estêvão III (720-72) contra Desidério (710-86), rei dos lombardos; A gratidão de Estêvão foi tão grande que proclamou as famosas palavras “despues de Dios à Constantino” e, por isso, recebeu favores no bispado de Oviedo. Em 846, na Península Ibérica, foi acolhido pelo rei Dom Ramiro I das Astúrias (790-850). A tradição conta que em determinada ocasião, lutando contra os mouros, Dom Ramiro foi cercado por soldados inimigos, quando Constantino teria gritado em grego “Isqueiroz” ao rei, que significaria “levanta-te cavaleiro forte”. Com Dom Ramiro impossibilitado de lutar, Constantino desmontou da sua hora, entregou o cavalo ao rei e matou os inimigos do monarca. Após o ocorrido, Dom Ramiro teria passado a chamá-lo de Constantino de Quíros. A partir desse momento o lema que Estêvão lhe deu transformou-se no famoso lema "Despues de Dios, la casa de Quíros".
Mais tarde, o Príncipe Constantino casou-se com Dona Gracinda Bernardo, filha de Bernardo del Carpio e Madame Galinda, filha do Conde de Alardos, membro da casa real de França. Por parte de pai, Gracinda era neta do Conde Dom Sancho Díaz de Saldaña e da Princesa Dona Jimena, irmã do Rei Dom Alfonso II e neta do Rei Dom Fruela I e da sua esposa, a Rainha Munia das Astúrias. Constantino teve um filho, Pedro Bernardo de Queirós, que deu continuidade ao apelido nas Astúrias, Castela e mais tarde em Portugal. 
O seu descendente Guterre Gonçalves de Queirós, sétimo senhor da casa e feudo de Queirós, teria sido alferes de Dom João I (1357-1433), rei de Portugal, com quem esteve na batalha de Aljubarrota, em 1385. 
Fernando Álvares de Queiroz (c. 1350 - 1421), que seria irmão de sangue de Guterre - e, assim, filho de outro Guterre, ou Gonçalo, Bernardo de Quirós (Gutierre Bernaldo de Quirós, señor de Mos) - foi um nobre asturiano que veio para Portugal por volta de 1378, durante o reinado de Dom Fernando I (1345-1383). Foi senhor de Valhelhas em 1 de dezembro de 1385, por carta de D. João I. O escritor e genealogista Manuel Abranches de Soveral, porém, discorda da filiação que lhe é dada pelos Nobiliários, nomeadamente o de Felgueiras Gaio, e considera a hipótese de Fernando Álvares de Queirós ser de origem portuguesa e ter usado o sobrenome Queiroz por ser herdeiro e senhor de uma Honra com esse nome.